# Золотая бутса (премия)
«Золотая бутса» (англ. Golden Boot Awards) — американская премия, которая вручалась актёрам и членам съёмочной площадки, которые внесли значительный вклад в жанр вестерна в кино и на телевидении. Премия спонсировалась и вручалась Американским фондом кино и телевидения с 1983 по 2007 год. Инициатором создания её выступил актёр Пэт Баттрам (англ.).